# Palácio dos Condes de Redondo

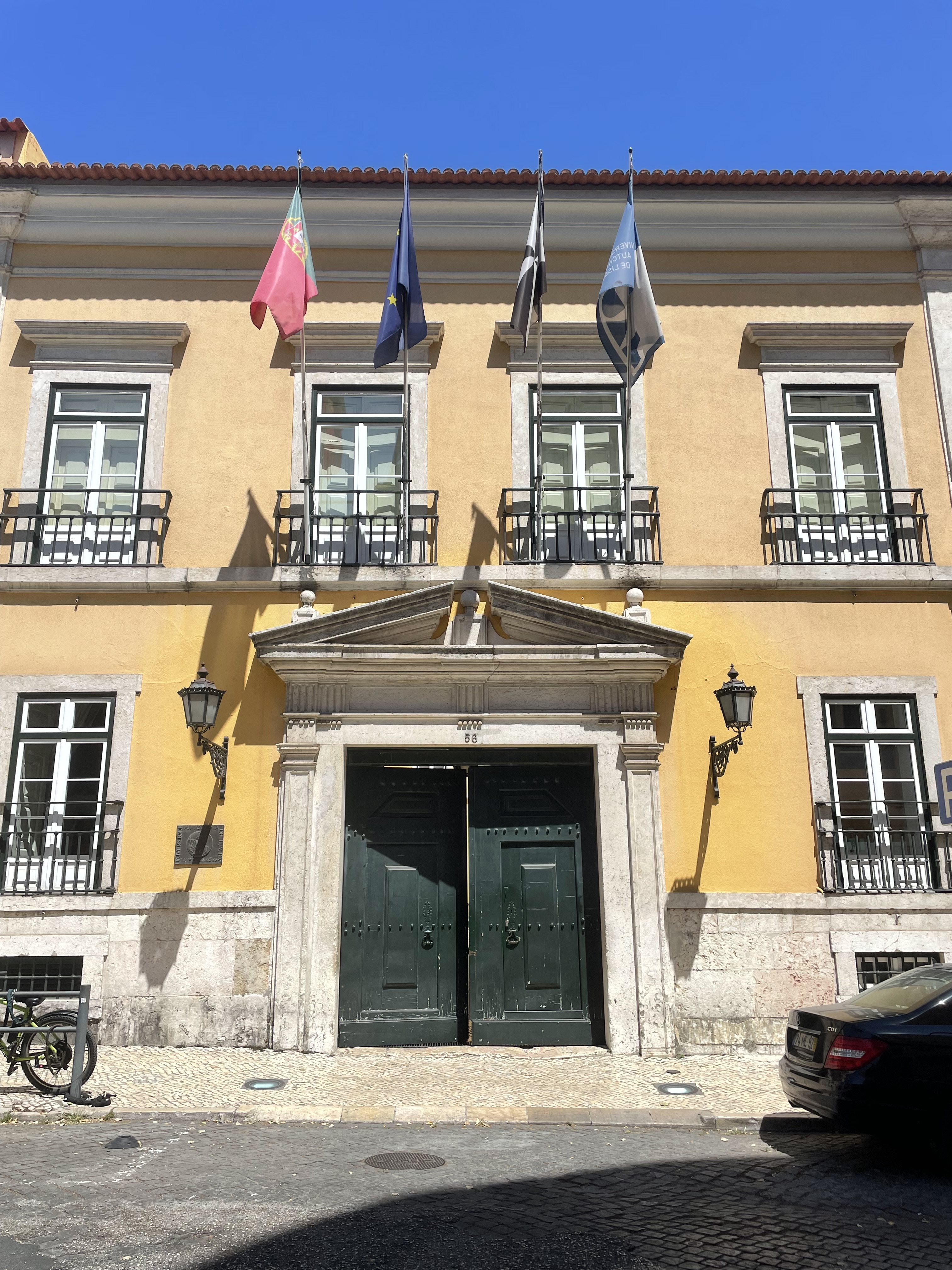
Portal de acesso ao pátio interior do palácio

O Palácio dos Condes de Redondo é um palácio localizado na freguesia de Santo António, anteriormente Coração de Jesus, em Lisboa.
O palácio tem acessos através da Rua de Santa Marta e da Rua do Conde Redondo. Actualmente, desde a década de 1980, desenvolvem-se nele actividades educativas da Universidade Autónoma de Lisboa.
Está classificado desde 1974 como Imóvel de Interesse Público, pelo Decreto n.º 735/74. O edifício está também abrangido pela Zona Especial de Protecção dos edifícios classificados da Avenida da Liberdade e área envolvente, através da Portaria n.º 529/96.

## Descrição
O espaço ocupado pelo edifício, com uma arquitectura do tipo barroco, tem uma conformação rectangular, sendo composto por quatro alas em torno de um pátio de planta quadrada. A fachada é composta por 7 corpos, separados por pilastras, apresentando 2 andares com duas fileiras de 22 janelas.
O acesso ao pátio faz-se através de um portal ornamentado com elementos de cantaria. A partir do interior observam-se os quatro edifícios, também com dois andares com fileiras de 6 janelas. No fundo do pátio observa-se uma escadaria.

## História
O palácio teve a sua construção no século XVII pelo Conde de Redondo. Em 1686 passou para a posse da Coroa e em 1693 D. Manuel Coutinho tornou-se seu proprietário. O terramoto de Lisboa em 1755 não causou danos ao edifício. No fim do século XVIII sofre melhoramentos e em 1878, com o intuito de ser construído o bairro Camões, que é adjacente, parte da propriedade onde se inseria foi alienada. Já no século XX, mais precisamente em 1939, a sua ala Sul sofreu um incêndio. Durante esse século também serviu para albergar instituições de ensino primário e organizações de cariz social, para além de comércio e alojamento de pessoas necessitadas.